# 800 mètres masculin aux Jeux olympiques d'été de 2012 (athlétisme)
Navigation
Pékin 2008 Rio 2016
L'épreuve du 800 mètres masculin des Jeux olympiques d'été de 2012 s'est déroulée les 6, 7 et 9 août 2012 au Stade olympique de Londres, au Royaume-Uni.
Le Kényan David Rudisha remporte le titre olympique en 1 min 40 s 91 et améliore à cette occasion d'un dixième de seconde son propre record du monde, devenant le premier athlète à descendre sous les 1 min 41 s, et le premier coureur depuis Alberto Juantorena en 1976 à battre le record du monde du 800 m en finale des Jeux olympiques,.
Cette finale constitue le 800 m le plus rapide de tous les temps car, pour la première fois, les huit athlètes engagés réalisent une performance inférieure à 1 min 44 s, soit un temps inférieur à l'athlète vainqueur de l'édition précédente, en 2008 à Pékin. Le Botswanais Nijel Amos, deuxième de l'épreuve, établit un nouveau record du monde junior en 1 min 41 s 73 alors que tous les autres concurrents (excepté le Soudanais Abubaker Kaki, septième) améliorent leurs records personnels. Trois records nationaux (Kenya, Botswana et Éthiopie) sont battus.
Lors d'une conférence de presse tenue le 11 août 2012, peu avant la cérémonie de clôture, le Président du Comité d'organisation de Londres 2012 Sebastian Coe, par ailleurs vice-président de l'IAAF, évoque le record du monde de Rudisha comme la « performance la plus remarquable de ces Jeux, tous sports confondus ».

## Records
Avant cette compétition, les records dans cette discipline étaient les suivants :
| Record du monde  | 1 min 41 s 01 | David Rudisha | Kenya   | 29 août 2010    | Rieti   |
| Record olympique | 1 min 42 s 58 | Vebjørn Rodal | Norvège | 31 juillet 1996 | Atlanta |

## Médaillés
| Or            | Argent     | Bronze        |
| David Rudisha | Nijel Amos | Timothy Kitum |

## Résultats

### Finale (9 août)
| Rang               | Athlète       | Nationalité     | Temps         | Notes   |
| ------------------ | ------------- | --------------- | ------------- | ------- |
| Médaille d'or      | David Rudisha | Kenya           | 1 min 40 s 91 | WR, OR  |
| Médaille d'argent  | Nigel Amos    | Botswana        | 1 min 41 s 73 | WJR, NR |
| Médaille de bronze | Timothy Kitum | Kenya           | 1 min 42 s 53 | WYR     |
| 4                  | Duane Solomon | États-Unis      | 1 min 42 s 82 | PB      |
| 5                  | Nick Symmonds | États-Unis      | 1 min 42 s 95 | PB      |
| 6                  | Mohammed Aman | Éthiopie        | 1 min 43 s 20 | NR      |
| 7                  | Abubaker Kaki | Soudan          | 1 min 43 s 32 | SB      |
| 8                  | Andrew Osagie | Grande-Bretagne | 1 min 43 s 77 | PB      |

### Demi-finales (7 août)

#### Demi-finale 1
| Rang | Athlète            | Nationalité | Temps         | Notes |
| ---- | ------------------ | ----------- | ------------- | ----- |
| 1    | Abubaker Kaki      | Soudan      | 1 min 44 s 51 | Q     |
| 2    | Nigel Amos         | Botswana    | 1 min 44 s 54 | Q     |
| 3    | Adam Kszczot       | Pologne     | 1 min 45 s 34 |       |
| 4    | Anthony Chemut     | Kenya       | 1 min 45 s 63 |       |
| 5    | Robert Lathouwers  | Pays-Bas    | 1 min 45 s 85 |       |
| 6    | Luis Alberto Marco | Espagne     | 1 min 46 s 19 |       |
| 7    | Fabiano Pecanha    | Brésil      | 1 min 46 s 29 |       |
| —    | Sajjad Moradi      | Iran        | —             | DQ    |

#### Demi-finale 2
| Rang | Athlète                  | Nationalité     | Temps         | Notes |
| ---- | ------------------------ | --------------- | ------------- | ----- |
| 1    | David Rudisha            | Kenya           | 1 min 44 s 35 | Q     |
| 2    | Andrew Osagie            | Grande-Bretagne | 1 min 44 s 74 | Q     |
| 3    | Nick Symmonds            | États-Unis      | 1 min 44 s 87 | q     |
| 4    | Marcin Lewandowski       | Pologne         | 1 min 45 s 08 |       |
| 5    | Yuriy Borzakovskiy       | Russie          | 1 min 45 s 09 | SB    |
| 6    | Kevin Lopez              | Espagne         | 1 min 46 s 66 |       |
| 7    | Musaeb Abdulrahman Balla | Qatar           | 1 min 47 s 52 |       |
| 8    | Hamada Mohamed           | Égypte          | 1 min 48 s 18 |       |
| 9    | Andy González            | Cuba            | 1 min 53 s 46 |       |

#### Demi-finale 3
| Rang | Athlète               | Nationalité     | Temps         | Notes |
| ---- | --------------------- | --------------- | ------------- | ----- |
| 1    | Mohammed Aman         | Éthiopie        | 1 min 44 s 34 | Q     |
| 2    | Timothy Kitum         | Kenya           | 1 min 44 s 63 | Q     |
| 3    | Duane Solomon         | États-Unis      | 1 min 44 s 93 | q     |
| 4    | Pierre-Ambroise Bosse | France          | 1 min 45 s 10 |       |
| 5    | André Olivier         | Afrique du Sud  | 1 min 45 s 44 |       |
| 6    | Antonio Manuel Reina  | Espagne         | 1 min 45 s 84 |       |
| 7    | Geoffrey Harris       | Canada          | 1 min 46 s 14 |       |
| 8    | Abdulaziz Mohammed    | Arabie saoudite | 1 min 48 s 98 |       |

### Séries (6 août)

#### Série 1
| Rang | Athlète            | Nationalité | Temps         | Notes |
| ---- | ------------------ | ----------- | ------------- | ----- |
| 1    | Nigel Amos         | Botswana    | 1 min 45 s 90 | Q     |
| 2    | Fabiano Pecanha    | Brésil      | 1 min 46 s 29 | Q     |
| 3    | Luis Alberto Marco | Espagne     | 1 min 46 s 86 | Q     |
| 4    | Khadevis Robinson  | États-Unis  | 1 min 47 s 17 |       |
| 5    | Marcin Lewandowski | Pologne     | 1 min 47 s 64 |       |
| 6    | Ivan Tukhtachev    | Russie      | 1 min 49 s 77 |       |
| 7    | Derek Mandell      | Guam        | 1 min 58 s 94 |       |
| —    | Mohammad Al-Azemi  | Koweït      | —             | DQ    |

#### Série 2
| Rang | Athlète                  | Nationalité     | Temps         | Notes |
| ---- | ------------------------ | --------------- | ------------- | ----- |
| 1    | David Rudisha            | Kenya           | 1 min 45 s 90 | Q     |
| 2    | Musaeb Abdulrahman Balla | Qatar           | 1 min 46 s 37 | Q     |
| 3    | Andrew Osagie            | Grande-Bretagne | 1 min 46 s 42 | Q     |
| 4    | Wesley Vazquez           | Porto Rico      | 1 min 46 s 45 |       |
| 5    | Jeffrey Riseley          | Australie       | 1 min 46 s 99 |       |
| 6    | Ismail Ahmed Ismail      | Soudan          | 1 min 48 s 79 |       |
| 7    | Anis Ananenka            | Biélorussie     | 1 min 49 s 61 |       |
| 8    | Samorn Kieng             | Cambodge        | 1 min 55 s 26 | SB    |

#### Série 3
| Rang | Athlète            | Nationalité     | Temps         | Notes |
| ---- | ------------------ | --------------- | ------------- | ----- |
| 1    | Abubaker Kaki      | Soudan          | 1 min 45 s 51 | Q     |
| 2    | Timothy Kitum      | Kenya           | 1 min 45 s 72 | Q     |
| 3    | Abdulaziz Mohammed | Arabie saoudite | 1 min 46 s 09 | Q     |
| 4    | Andy González      | Cuba            | 1 min 46 s 24 | q     |
| 5    | Gareth Warburton   | Grande-Bretagne | 1 min 46 s 97 |       |
| 6    | Tamas Kazi         | Hongrie         | 1 min 47 s 10 | SB    |
| 7    | Sören Ludolph      | Allemagne       | 1 min 48 s 57 |       |
| 8    | Arnold Sorina      | Vanuatu         | 1 min 54 s 29 |       |

#### Série 4
| Rang | Athlète               | Nationalité | Temps         | Notes |
| ---- | --------------------- | ----------- | ------------- | ----- |
| 1    | Nick Symmonds         | États-Unis  | 1 min 45 s 91 | Q     |
| 2    | Geoffrey Harris       | Canada      | 1 min 45 s 97 | Q     |
| 3    | Adam Kszczot          | Pologne     | 1 min 45 s 99 | Q     |
| 4    | Pierre-Ambroise Bosse | France      | 1 min 46 s 03 | q     |
| 5    | Yuriy Borzakovskiy    | Russie      | 1 min 46 s 29 | q     |
| 6    | Andreas Bube          | Danemark    | 1 min 46 s 40 |       |
| 7    | Manuel Antonio        | Angola      | 1 min 52 s 54 |       |
| —    | Brice Etès            | Monaco      | —             | DQ    |

#### Série 5
| Rang | Athlète           | Nationalité     | Temps         | Notes |
| ---- | ----------------- | --------------- | ------------- | ----- |
| 1    | Hamada Mohamed    | Égypte          | 1 min 48 s 05 | Q     |
| 2    | Sajjad Moradi     | Iran            | 1 min 48 s 23 | Q     |
| 3    | Kevin Lopez       | Espagne         | 1 min 48 s 27 | Q     |
| 4    | Masato Yokota     | Japon           | 1 min 48 s 48 |       |
| 5    | Michael Rimmer    | Grande-Bretagne | 1 min 49 s 05 |       |
| 6    | Moussa Camara     | Mali            | 1 min 51 s 36 |       |
| 7    | Edgar Cortez      | Nicaragua       | 1 min 58 s 99 |       |
| —    | Taoufik Makhloufi | Algérie         | —             | DNF   |

#### Série 6
| Rang | Athlète              | Nationalité  | Temps         | Notes |
| ---- | -------------------- | ------------ | ------------- | ----- |
| 1    | Mohammed Aman        | Éthiopie     | 1 min 47 s 34 | Q     |
| 2    | Anthony Chemut       | Kenya        | 1 min 47 s 42 | Q     |
| 3    | Antonio Manuel Reina | Espagne      | 1 min 47 s 44 | Q     |
| 4    | Rafith Rodríguez     | Colombie     | 1 min 47 s 70 |       |
| 5    | Adnan Taess Akkar    | Irak         | 1 min 47 s 83 |       |
| 6    | Amine El Manaoui     | Maroc        | 1 min 48 s 48 |       |
| 7    | Prince Mumba         | Zambie       | 1 min 49 s 07 |       |
| 8    | Erzhan Askarov       | Kirghizistan | 1 min 59 s 56 |       |

#### Série 7
| Rang | Athlète           | Nationalité        | Temps         | Notes |
| ---- | ----------------- | ------------------ | ------------- | ----- |
| 1    | Duane Solomon     | États-Unis         | 1 min 46 s 05 | Q     |
| 2    | Robert Lathouwers | Pays-Bas           | 1 min 46 s 06 | Q     |
| 3    | André Olivier     | Afrique du Sud     | 1 min 46 s 42 | Q     |
| 4    | Jakub Holuša      | République tchèque | 1 min 46 s 87 |       |
| 5    | Julius Mutekanga  | Ouganda            | 1 min 48 s 41 |       |
| 6    | Moise Joseph      | Haïti              | 1 min 48 s 46 |       |
| 7    | Benjamín Enzema   | Guinée équatoriale | 1 min 57 s 47 |       |
| —    | Kleberson Davide  | Brésil             | —             | DNS   |

## Légende
Records et Performances
- AR : Record continental (area record)
- CR : Record des championnats (championship record)
- MR : Record du meeting (meet record)
- NR : Record national (national record)
- OR : Record olympique (olympic record)
- PR : Record paralympique (paralympic record)
- PB : Record personnel (personal best)
- SB : Meilleure performance personnelle de la saison (season's best)
- WL : Meilleure performance mondiale de l'année (world leader)
- WJR : Record du monde junior (world junior record)
- WR : Record du monde (world record)

Circonstances et Conditions
- DNF : N'a pas terminé (did not finish)
- DNS : N'a pas pris le départ (did not start)
- DQ : Disqualification (disqualification)
- NM : Aucun essai valable enregistré (No Mark)
- Q : Qualifié « directement » au prochain tour (ou à la prochaine compétition), lors d'une compétition majeure, grâce au classement ou à la réalisation des minima (automatic qualifier)
- q : Qualifié au prochain tour (ou à la prochaine compétition), lors d'une compétition majeure, grâce au repêchage ou à la réalisation de l'une des meilleures performances parmi celles des « non qualifiés directement » (grâce au meilleur temps ou à la meilleure distance par exemple) (secondary qualifier)